# آبن‌بروک
ابنبروک (به هلندی: Abbenbroek) یک سکونتگاه مسکونی در هلند با جمعیت ۱٬۳۵۰ نفر است که در Bernisse واقع شده‌است.